# Райнгольд Месснер
Райнгольд Андреас Месснер (нім. Reinhold Andreas Messner; нар. 17 вересня 1944, Брессаноне) — італійський альпініст, першим підкорив всі «восьмитисячники» світу. 20 серпня 1980 року він першим у світі підкорив Еверест наодинці, без допомоги кисневого обладнання і страхувальних крюків. Ще одним досягненням Месснера є перехід через Антарктиду без допомоги механізованих засобів пересування і собак. Член неформального об'єднання альпіністів — «Клубу семи вершин», очолює список альпіністів, які підкорили всі 14-ть восьмитисячників Землі, завоювавши неформальний титул «Корона Землі» («Корона Гімалаїв і Каракоруму»).

## Біографія
Райнгольд Месснер народився 17 вересня 1944 р. в Південному Тіролі. Його рідною мовою з дитинства була німецька. Він з дитинства звик жити в умовах Альп.
Перше гімалайське сходження Месснера (1970), хоча формально і було успішним (підкорена вершина Нанга Парбат), закінчилась трагічно — при спуску пропав його брат Гюнтер, а у Райнгольда були ампутовані сім пальців на ногах, як результат обмороження. Тіло Гюнтера Месснера було знайдено лише 17 липня 2005 року трьома пакистанськими альпіністами. Було відмічено трагедією і друге сходження Месснера на восьмитисячник: у 1972 р. при сходженні на Манаслу (8136 м) загинув його напарник по зв'язці.
Коли він спустився з останнього восьмитисячника (Лхоцзе), за плечами 43-літнього альпініста було більше 3000 підкорених вершин, близько 100 первосходжень, 24 експедиції на найвищі вершини світу, ряд унікальних соло-сходжень.
Після того як вершини були ним підкорені, Месснер вирішив зайнятися подоланням пустель. Він перетнув Антарктиду, Гренландію, пустелю Такла-Макан в Китаї, досяг Північного і Південного полюсів і не збирається на цьому зупинятися …
Зараз проживає в середньовічному замку-фортеці Юваль у Південному Тиролі .

## Вибрана бібліографія
Месснер не тільки підкорювач гір, але і великий їх популяризатор. Він видав понад 70 книжок про альпінізм і не тільки .
- Die Rote Rakete am Nanga Parbat (Червона ракета на Нанга Парбаті), Мюнхен, 1971.
- Der Nackte Berg. Nanga Parbat — Bruder, Tod und Einsamkeit (Голая гора. Нанга Парбат — Брат, смерть та самотність), 1978.
- Solo Nanga Parbat. Нью-Йорк/Лондон, 1980.
- Die Weisse Einsamkeit. Mein langer Weg zum Nanga Parbat (Біла самотність. Мій довгий шлях до Нанга Парбат), Мюнхен, 2003.
- Diamir (Nanga Parbat) — Der Schicksalberg (Гора долі), 2004.
- Sturm am Manaslu. Drama auf dem Dach der Welt (Штурм Манаслу. Драма на даху світу), 1973.
- Der leuchtende Berg (Сяюча гора Гашербрум), Мюнхен, 1975.
- K2. Chogori Der Grosse Berg (Чогорі. Велика гора), 1979.
- K2: Mountain of Mountains (K2. Гора всіх гір), Нью-Йорк/Лондон, 1981.
- Everest: Expedition to the Ultimate (Еверест: експедиція до межі), Нью-Йорк/Лондон, 1979.
- Everest Solo (англ. издание The Crystal Horizon: Everest — The First Solo Ascent (Кришталевий горизонт), 1980.
- The Goddess of Turquoise. The way to Cho Oyu (Бирюзовая богиня. Дорога к Чо-Ойю), 2007.
- G I und G II. Herausforderung Gasherbrum (Виклик Гашербруму), Мюнхен, 1984.
- Annapurna. Expedition in die Todeszone (Аннапурна. Експедиція в зону смерті), Мюнхен, 1985.
- The Big Walls: From the North Face of the Eiger to the South Face of Dhaulagiri (Великі стіни: Від північної стіни Айгера до Південної стіні Дхаулагірі), Нью-Йорк, 1985.
- Alle Meine Gipfel (Всі мої вершини), Мюнхен, 1982.
- All Fourteen Eight-Thousanders (Всі чотирнадцять восьмитисячників), Сієтл/Лондон, 1988.
- Free Spirit: A Climber's Life (Вільний дух: життя альпініста), 1998.
- Gobi (Пустыня Гоби), 2005.
- Mein Leben am Limit (Моє життя на межі: автобіографія легенди альпінізму), 2005.

У 2016 році цю книгу було видано українською мовою — Моє життя на межі. Райнхольд Месснер — Київ: TravelBook, ISBN 978-966-8508-44-8

## Видання українською
- Залишитися живим. Мої 14 восьмитисячників. Райнхольд Месснер (2018) ISBN 978-966-2377-31-6
- Антарктида: Рай і пекло. Райнхольд Месснер (2020) ISBN 978-966-2377-52-1
- Моє життя на межі. Райнхольд Месснер (2016) ISBN 978-966-8508-44-8